# Антипатр (діадох)
Антипа́тр (дав.-гр. Αντίπατρος; 397 до н. е. — 319 до н. е.) — полководець Пердікки III, Філіппа II та Александра Македонського, близький друг останнього. Діадох.

## Життєпис
Походив зі знатного роду. Службу розпочав ще за царя Пердікки III відзначився в його походах. Після смерті царя написав грецькою книгу «Іллірійські звитяги Пердікки». Після цього пішов на службу до царя Філіппа II. Став його головним дипломатом, особливо у відносинах із греками, чию культуру знав та любив.
Александр, відправляючись у 334 до н. е. в Азію, залишив його намісником Македонії. Останньою він керував зі старанністю та мистецтвом і перемогою при Мегаполісі (330 до н. е.) придушив дуже небезпечне повстання спартанців, спрямоване на повалення македонського ярма.
По смерті Александра (323 до н. е.) Антипатр утримав у своїх руках намісництво над європейськими країнами Македонського царства та здобув ще більшу самостійність, ніж раніше. Незабаром він повинен був витримати боротьбу з повсталою Грецією (Ламійська війна). Спочатку удача була не на його боці, й Антипатр був замкнений у Ламії, але тоді до нього на допомогу прибуло військо під проводом Леоната. Хоча на початку 322 до н. е. Леонат був убитий у кавалерійській сутичці, Антипатр, до якого прийшов на допомогу ще Кратер, влітку 322 р. переміг повсталих греків при Кранноні та потім жорстоко помстився афінянам.
Після того, як правитель держави Пердікка був убитий у липні 321 до н. е., військо Александра Великого проголосило у Сирії, правителем імперії підстаркуватого Антипатра. Він помер 319 до н. е., призначивши своїм наступником не свого сина, Кассандра, а Полісперхона.